# كوجي يامامورا
كوجي يامامورا (باليابانية: 山村浩二 ) (و. 1964  م) هو مخرج أفلام، ورسام رسوم متحركة ياباني، ولد في ناغويا.

## التعليم
تعلم في Tokyo Zokei University ‏.

## وصلات خارجية
- كوجي يامامورا على موقع IMDb (الإنجليزية)
- كوجي يامامورا على موقع ألو سيني (الفرنسية)
- كوجي يامامورا على موقع أول موفي (الإنجليزية)
- كوجي يامامورا على موقع قاعدة بيانات الفيلم (الإنجليزية)
- كوجي يامامورا على موقع كينوبويسك (الروسية)
- كوجي يامامورا على موقع ANN person (الإنجليزية)